# Jürgen Schebera
Jürgen Schebera (geboren 1940 in Gablonz, Reichsgau Sudetenland) ist ein deutscher Musikhistoriker, Musikwissenschaftler, Kulturwissenschaftler und Germanist. Seine Forschungsschwerpunkte liegen in der Musik und Kultur der 1920er Jahre, sowie dem Wirken der Komponisten Hanns Eisler und Kurt Weill.

## Leben
Jürgen Schebera studierte Germanistik und Musikwissenschaften. Er promovierte zum Dr. phil. Bis 1990 war er wissenschaftlicher Mitarbeiter am Zentralinstitut für Literaturgeschichte der Akademie der Wissenschaften der DDR. In dieser Zeit forschte Schebera intensiv zu den Werken von Hanns Eisler, Kurt Weill, sowie Kunst und Kultur in der Weimarer Republik. 2009 erschien eine von Schebera zusammengestellte Sammlung von Arbeiter- und Freiheitsliedern aus den Jahren von 1844 bis 1990 auf vier Dreifach-CDs. Schebera arbeitet intensiv mit der Internationalen Hanns-Eisler-Gesellschaft Berlin zusammen und ist Mitglied in deren Präsidium. Er war langjähriger gelegentlicher Autor der Zeitschrift Die Weltbühne.

## Veröffentlichungen (Auswahl)
- 1976: Hanns Eisler im USA-Exil: zu den politischen, ästhetischen und kompositorischen Positionen des Komponisten 1938–1948; ISBN 978-3-445-01743-7
- 1987: Die »goldenen« zwanziger Jahre: Kunst und Kultur der Weimarer Republik (zusammen mit Bärbel Schrader); ISBN 978-3-205-00555-1
- 1988: Damals im Romanischen Café; ISBN 978-3-07-508984-2
- 1989: Ossietzky und der Marsch ins Dritte Reich. In: Helmut Reinhardt (Hrsg.): Nachdenken über Ossietzky. Verlag der Weltbühne v. Ossietzky & Co, Berlin, 1989, S. 205–211
- 1990: Kurt Weill: 1900–1950 Eine Biographie in Texten, Bildern und Dokumenten; ISBN 978-3-370-00289-8
- 1998: Hanns Eisler: Eine Biographie in Texten, Bildern und Dokumenten, Mainz: Schott; ISBN 978-3-7957-2383-5
- 2010: Hanns Eisler, Briefe 1907–1943 (= Hanns Eisler Gesamtausgabe, Serie IX/4.1); ISBN 978-3-7651-0348-3
- 2016: Kurt Weill; ISBN 978-3-7957-8084-5
- 2017: George Gershwin; ISBN 978-3-7957-1246-4
- 2020: Vom Josty ins Romanische Café. Streifzüge durch Berliner Künstlerlokale der Goldenen Zwanziger, Frankfurt am Main: Insel; ISBN 978-3-458-36457-3